# Сулейменов, Алмас Азаматович
Алмас Азаматович Сулейменов (каз. Алмас Сүлейменов; род. 29 июля 1985 года) — казахстанский самбист, трёхкратный чемпион мира по боевому самбо. Заслуженный мастер спорта Республики Казахстан, семейное положение - холост.

## Карьера
Спортивная карьера Алмаса началась в Степногорске в спортивной школе имени Богенбай-батыра. Его тренерами были Анатолий Кузнецов и Турсынбай Токкужинов. В 2005 году спортсмен выполнил норматив мастера спорта, а на следующий год в Бишкеке на чемпионате Азии стал мастером спорта международного класса.
Бронзовый призёр юниорского чемпионата мира в Греции в 2005 году. В 2005 году выполнил норматив мастера спорта.
На чемпионате Азии 2006 года в Бишкеке стал чемпионом и выполнил норматив мастера спорта международного класса.
Обладатель золотой медали Кубка мира 2007 года.
С 2008 года Алмас переезжает в столицу, его основной специализацией становится боевое самбо. Его тренером становится заслуженный тренер Республики Казахстан Асылбек Какенов. Его тренировочной базой становится астанинская высшая школа спортивного мастерства «Толагай».
Серебряный призёр чемпионата мира по боевому самбо, проходившего в 2008 году в Санкт-Петербурге. Алмас уступил лишь россиянину Анатолию Стишаку.
Серебряный призёр чемпионата Азии 2009 года в г. Ташкенте. В финале уступил узбекистанскому спортсмену Шавкату Джураеву.
На чемпионате мира 2010 года в Ташкенте завоевал бронзовую медаль в категории до 52 кг.
В марте 2011 года стал бронзовым призёром Суперкубка мира в Москве.
На следующем чемпионате мира в Вильнюсе стал вторым, снова уступив несколько очков Анатолию Стишаку.
А с чемпионата мира 2012 году в Минске впервые становится чемпионом в категории до 52 кг.
Обладатель Кубка мира, призёр чемпионатов Азии. Многократный чемпион Казахстана.
Чемпионат мира 2013 году в Санкт-Петербурге становится для Алмаса менее удачным относительно предыдущих, он выступал в спортивном самбо и завоевал лишь «бронзу».
На чемпионате мира 2014 года в японском городе Нарита снова становится чемпионом мира по боевому самбо.
На чемпионате мира 2015 года в марокканской Касабланке в третий раз становится чемпионом мира по боевому самбо.
В июне 2016 года стал вице-чемпионом на ашхабадском чемпионате Азии, уступив в финале категории до 57 кг туркмену Кериму Алланурову.

## Служба
С 2008 года служит инспектором — взрывником подразделения специального назначения «Арлан». В настоящее время — капитан полиции. Награждён юбилейным нагрудным знаком «20 лет Казахстанской полиции»